# Angelika Rochhausen
Angelika Rochhausen (* 12. September 1942 in Neukirchen/Pleiße; † 18. Februar 2017 in Leipzig) war eine deutsche Malerin und Grafikerin.

## Leben
Angelika Rochhausen wuchs in Leipzig auf und studierte von 1960 bis 1964 Kunsterziehung und Germanistik an der Karl-Marx-Universität in Leipzig. Ihr damaliger akademischer Lehrer für Kunstgeschichte, Hans Schulze, wurde Rochhausens künstlerischer Mentor. Er führte sie in die Anwendung der Eitempera-Mischtechnik ein, die zu ihrer bevorzugten Maltechnik werden sollte.
Neben ihrem künstlerischen Schaffen war sie von 1964 bis 1979 als Kunsterzieherin an verschiedenen Leipziger Schulen tätig. In dieser Funktion geriet Angelika Rochhausen in Konflikt mit der DDR-Ideologie, als sie zum Tag des Lehrers 1973 den Satz: „Liebe lehren, Liebe erkennen lehren, lehren, wie man glücklich wird – heißt Selbstachtung lehren, heißt Menschenwürde lehren“, an die Wand eines Klassenzimmers schrieb.
Politisch motivierte Einweisungen in die Psychiatrie und die Aberkennung der Berufsfähigkeit waren die Folgen.
Seit 1981 lebte sie mit ihren drei Kindern als freischaffende Künstlerin in Leipzig. Dort leitete sie ab 1992 die Galerie Kreativ.
Ihr jüngster Sohn ist der Maler Johannes Rochhausen.
Die Ruhestätte der Künstlerin befindet sich auf dem Friedhof Leipzig-Plagwitz.

## Mitgliedschaften
- 1975–1984 Kandidatin im Verband Bildender Künstler der DDR
- 1984–1990 Mitglied im Verband Bildender Künstler der DDR
- ab 1990 Mitglied im Bund Bildender Künstler Leipzig e. V.
- ab 1997 Mitglied GEDOK

## Publikationen Angelika Rochhausens
- Angelika Rochhausen: Angelika Rochhausen, Leipzig 2014, ISBN 978-3-941394-34-6.
- Angelika Rochhausen: Lebensreise, Leipzig 2016, ISBN 978-3-941394-53-7.

## Ausstellungen (unvollständig)
- 1977/78 und 1882/83: Dresden: VIII. und IX. Kunstausstellung der DDR
- 1985 Leipzig: Bezirks Kunstausstellung
- 1986: Gotha, Schlossmuseum („Das Urteil des Paris in der bildenden Kunst der DDR“)
- 1986: Cottbus, Staatliche Kunstsammlung („Soldaten des Volkes - dem Frieden verpflichtet“)
- 1991 Italien: International Graphic Humour Exhibition „Umoristi Marostica“
- 1992 Bonn: Künstlerforum Ars Lipsiensis
- 2011 Zwenkau: Lebensbilder, Lehmhaus-Galerie
- 2015 Zwenkau: Tafelbilder, Lehmhaus-Galerie